# Myrmarachne chickeringi
Myrmarachne chickeringi là một loài nhện trong họ Salticidae.
Loài này thuộc chi Myrmarachne. Myrmarachne chickeringi được María Elena Galiano miêu tả năm 1969.